# Grävlingmossor
Grävlingmossor (Pogonatum) är ett släkte av bladmossor. Enligt Catalogue of Life och Dyntaxa ingår Grävlingmossor i familjen Polytrichaceae.

## Bildgalleri

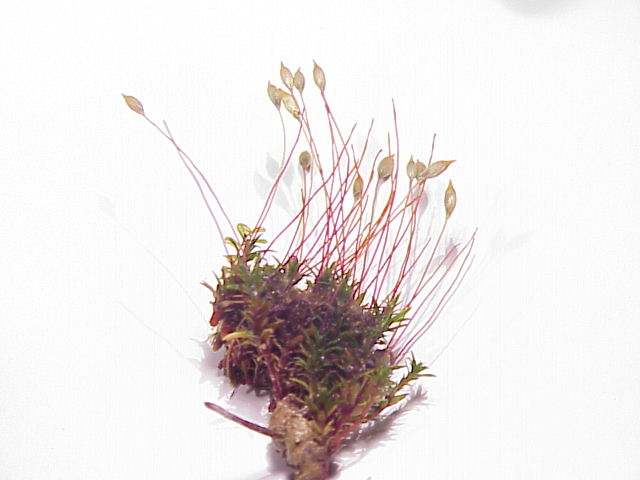

## Dottertaxa till Grävlingmossor, i alfabetisk ordning[1][2]
- Pogonatum aloides
- Pogonatum belangeri
- Pogonatum brachyphyllum
- Pogonatum brasiliense
- Pogonatum campylocarpon
- Pogonatum camusii
- Pogonatum capense
- Pogonatum cirratum
- Pogonatum comosum
- Pogonatum congolense
- Pogonatum contortum
- Pogonatum convolutum
- Pogonatum dentatum
- Pogonatum fastigiatum
- Pogonatum geheebii
- Pogonatum gracilifolium
- Pogonatum inflexum
- Pogonatum iwatsukii
- Pogonatum japonicum
- Pogonatum lamellosum
- Pogonatum marginatum
- Pogonatum microphyllum
- Pogonatum microstomum
- Pogonatum minus
- Pogonatum misimense
- Pogonatum nanum
- Pogonatum neesii
- Pogonatum neglectum
- Pogonatum neocaledonicum
- Pogonatum nipponicum
- Pogonatum norrisii
- Pogonatum nudiusculum
- Pogonatum otaruense
- Pogonatum patulum
- Pogonatum pensilvanicum
- Pogonatum pergranulatum
- Pogonatum perichaetiale
- Pogonatum peruvianum
- Pogonatum petelotii
- Pogonatum philippinense
- Pogonatum piliferum
- Pogonatum procerum
- Pogonatum proliferum
- Pogonatum rufisetum
- Pogonatum rutteri
- Pogonatum semipellucidum
- Pogonatum sinense
- Pogonatum spinulosum
- Pogonatum subfuscatum
- Pogonatum subtortile
- Pogonatum subulatum
- Pogonatum tahitense
- Pogonatum tortile
- Pogonatum tubulosum
- Pogonatum urnigerum
- Pogonatum usambaricum
- Pogonatum volvatum